# Amazonas Filarmônica

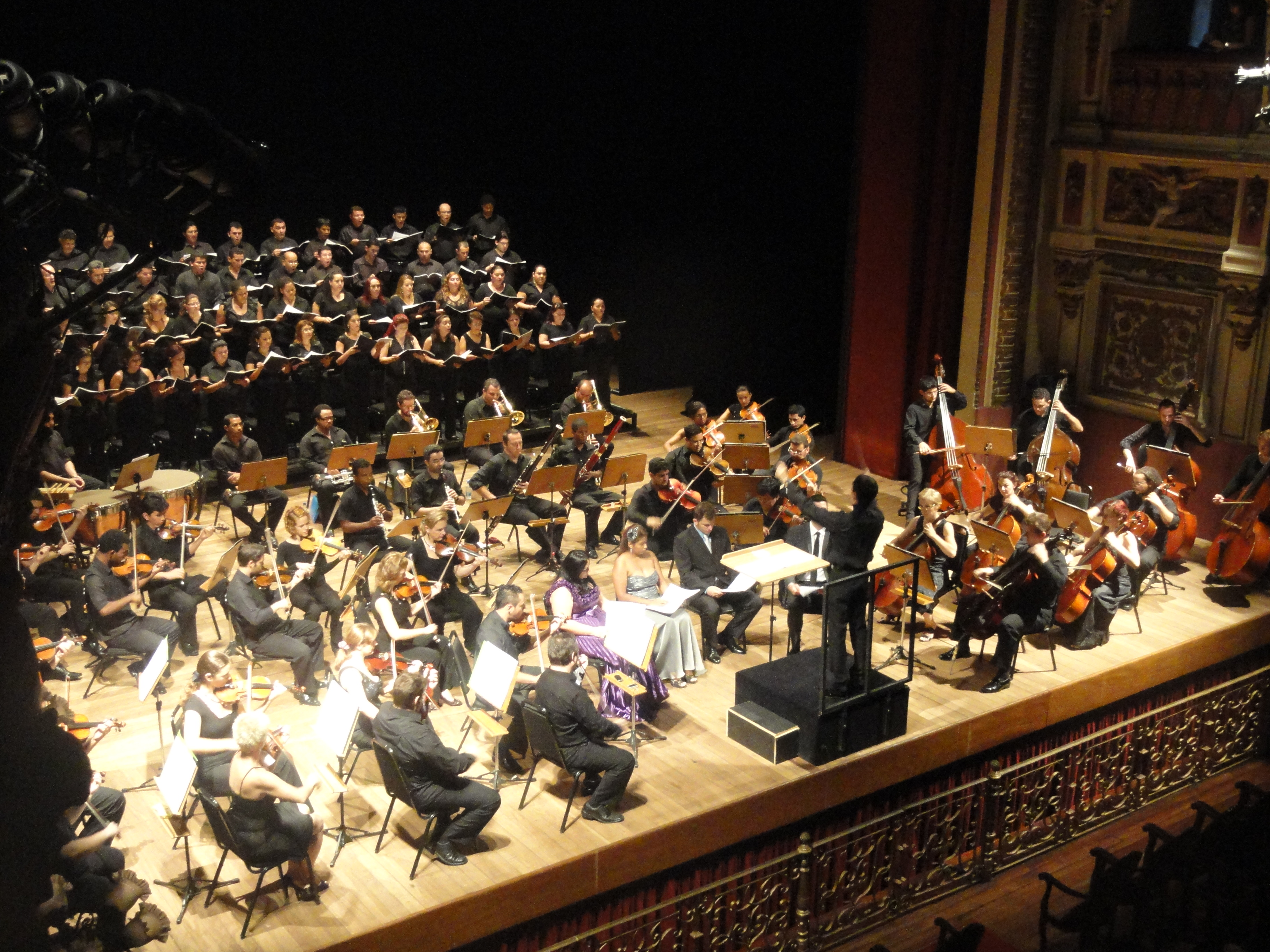
A Orquestra Amazonas Filarmônica em 2011.

A Orquestra Amazonas Filarmônica é uma orquestra do estado brasileiro Amazonas sediada na cidade de Manaus. Fundada em 1997, é uma das mais importantes orquestras brasileiras.

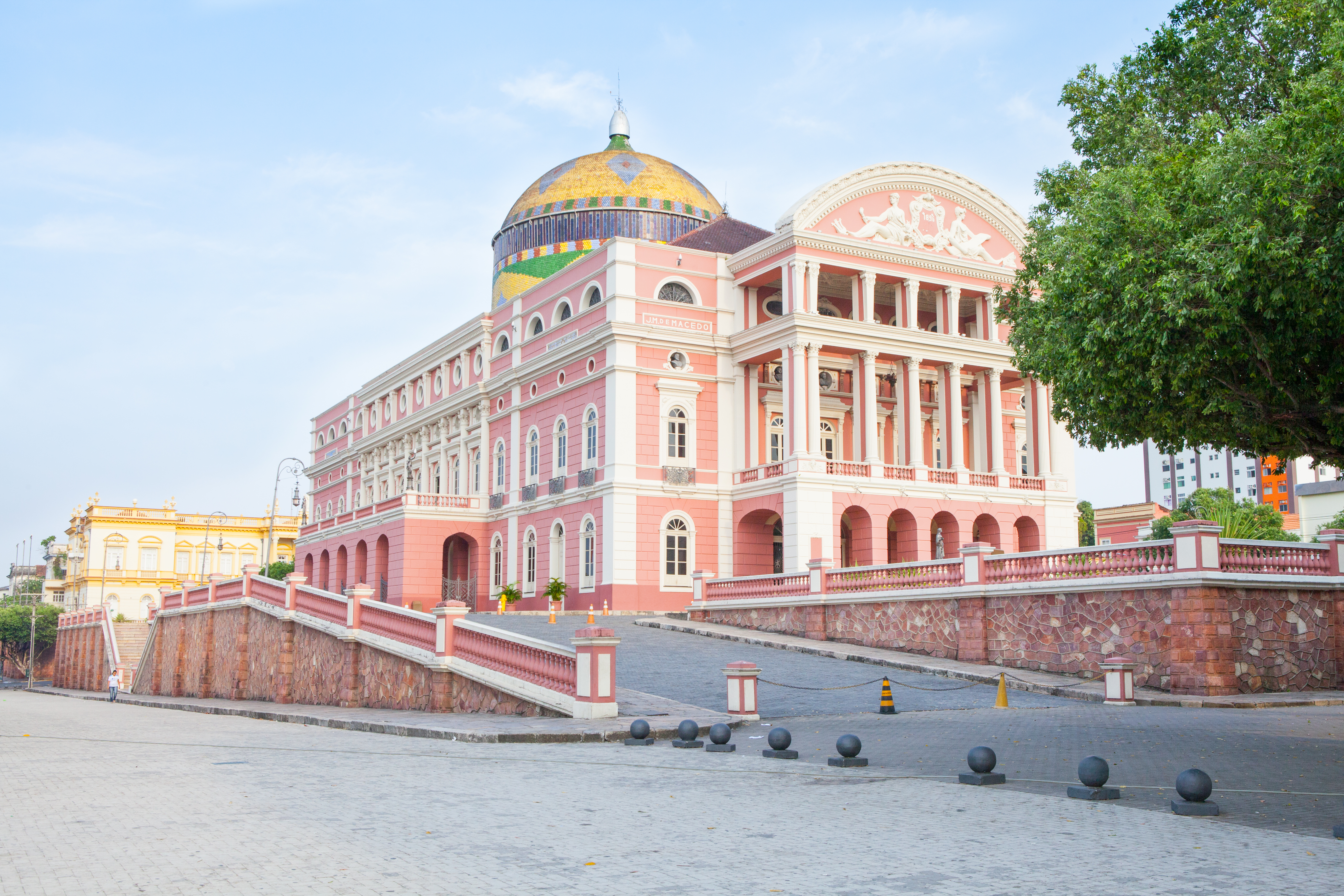
O Teatro Amazonas em Manaus.

O logotipo da orquestra (uma vitória-régia sobrescrita "Orquestra Amazonas Filarmônica") foi criado por Hans Donner, conhecido designer da Rede Globo

## História
Criada em 26 de setembro de 1997 pelo maestro Júlio Medaglia, é reconhecida como uma das mais atuantes orquestras brasileiras e foi essencial para a política de formação artística do Estado, pois possibilitou a vinda de músicos estrangeiros de alta qualidade técnica para ministrar aulas e capacitar os artistas amazonenses, o que permitiu a realização de eventos internacionais, como o Festival Amazonas de Ópera (FAO), do qual é a orquestra oficial.
Em abril de 2008, a ópera Ça Ira, de Roger Waters, foi representada pela primeira vez no Brasil, no Teatro Amazonas, na abertura do XII Festival Amazonas de Ópera, ao som da Orquestra Amazonas Filarmônica e regência de Luiz Fernando Malheiro.